# Skałoskoczki
Skałoskoczki (Chaetopidae) – monotypowa rodzina ptaków z podrzędu śpiewających (Oscines) w obrębie rzędu wróblowych (Passeriformes). 

## Rozmieszczenie geograficzne
Rodzina obejmuje gatunki występujące w Afryce Południowej.  

## Morfologia
Długość ciała 21–25 cm; masa ciała 48–60 g. 

## Systematyka
Rodzaj Chaetops zdefiniował w 1832 roku angielski zoolog William Swainson w załączniku poświęconym dotychczas nieopisanym rodzajom i podrodzajom ptaków, opublikowanym w publikacji pod redakcją Johna Richardsona i Williama Swainsona dotyczącej fauny północnoamerykańskiej. Gatunkiem typowym jest (oryginalne oznaczenie) skałoskoczek duży (Ch. frenatus).

### Etymologia
Chaetops: gr. χαιτη khaitē ‘włosy’; ωψ ōps, ωπος ōpos ‘twarz’.

### Podział systematyczny
Rodzina blisko spokrewniona z sępowronkami (Picathartidae) i długobiegami (Eupetidae). Do rodziny zalicza się jeden rodzaj Chaetops z dwoma gatunkami:
- Chaetops frenatus (Temminck, 1826) – skałoskoczek duży
- Chaetops aurantius E.L. Layard, 1867 – skałoskoczek mały